# El triomf de la Mort
El triomf de la Mort és una obra del pintor flamenc Pieter Brueghel el Vell realitzada cap al 1562. És un oli sobre taula de 117 cm d'alçada i 162 cm d'amplada. Forma part de l'Escola flamenca del segle xvi.
Va pertànyer a la col·lecció de pintures de la casa real espanyola des de 1746 fins a 1759, quan va ser adquirida per Isabel Farnese pel Palau de la Granja. Des de 1827 forma part de la col·lecció del Museu del Prado, Madrid.

## Descripció
És una panoràmica de la mort: veiem el cel enfosquit pel fum de les ciutats cremant, al fons un mar plagat de naufragis; a la riba hi ha una casa, al voltant de la qual s'agrupa un exèrcit de morts. El paisatge, anodí i arrasat, ens parla de la petitesa, crueltat i falta de sentit comú de l'home, que pretén canviar una destinació imposada. S'alcen mastelers coronats per rodes, picotes en les quals s'ajusticia a criminals; els seus cadàvers es balancegen. Hi ha una creu, solitària i imponent al centre de la pintura, i la Mort avança amb batallons d'esquelets; els seus escuts són tapes de taüts i condueixen a la gent a un taüt que és un túnel decorat amb creus; un esquelet a cavall destrueix persones amb la seva dalla. Pertot arreu són atacats els desemparats homes; terroritzats fugen o intenten en va lluitar. No hi ha defensa possible, els esquelets maten de molt variades maneres: tallant goles, penjant-los, ofegant-los, i fins i tot caçant-los amb gossos esquelètics.
A l'esquerra es condueix una tètrica carreta amb calaveres, que sens dubte formaran després l'exèrcit dels morts. Darrere un tribunal de la mort, presidit pel símbol de la creu, contempla impassible l'hecatombe. Sobre ells, uns esquelets toquen una campana avisant de la fi del món. Al capdavant, en l'extrem inferior esquerre, jeu el rei, vestit amb la seva capa amb voltes d'ermini i amb el ceptre a la mà. Camperols, soldats, nobles i fins i tot reis, tots atrapats per la Mort.
Una mica més cap al centre del primer pla, un gos ensuma la cara d'un nen, mort en braços de la seva mare, també caiguda. Alguns cadàvers han estat ja amortallats i un d'ells jeu en un taüt amb rodes.

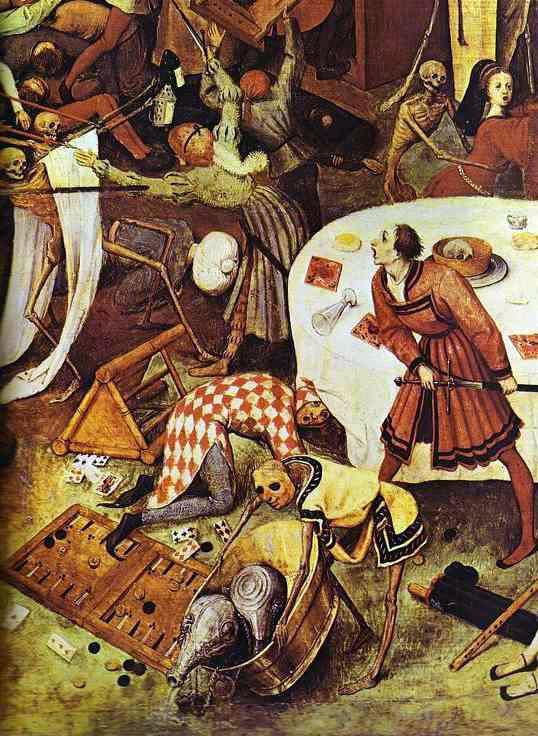
El joglar s'amaga sota la taula; un cavaller intenta defensar-se

La visió de Brueghel no manca d'humor sardònic, com pot veure's en la part inferior dreta del quadre. Una parella d'enamorats romanen absorts ignorant el que els envolta. Darrere de la dona un esquelet imita al tocador de llaüt. Al seu costat una taula posada amb menjars, i un joglar amb gipó escacat, s'intenta amagar sota. Un cavaller fa posat de desembeinar l'espasa, intentant defensar-se de l'irremeiable.
És un quadre pessimista els colors són ombrívols. S'observen aspectes de la vida quotidiana a mitjans del segle xvi, es dibuixen amb detall les robes, i passatemps com a jocs de cartes. De manera única, un mètode usual d'execució per als criminals del segle XVI: La roda. Objectes com a instruments musicals i els primers rellotges mecànics, i escenes com una missa de difunts ajuden a entendre millor l'estil de vida dels anys 1560.
S'ha suggerit que el quadre, com una premonició, va ser inspirat per l'empitjorament del clima polític abans de la Guerra dels Vuitanta Anys. Inspirada o no per l'ambient l'obra és una clara al·legoria dels horrors de la guerra, com la seva Dulle Griet, també premonitòria. És inevitable també pensar en la pesta negra que va assotar a Europa al segle xiv. Alguns veuen la crisi dels feus, ja que en el quadre s'observa a la Mort que amenaça a un home amb corona, que podria ser un rei o representant del poder. Proper a aquest home de corona la Mort ronda un barril ple d'una mica de color daurat o or.

La taula recorda al Bosco, pel satíric i moralitzador i l'amplitud del quadre; múltiples escenes, pintades amb molt detall. Recorda el tema medieval de les danses de la mort. Les hordes de Brueghel són esquelets, no dimonis com en El Jardí de les Delícies de cent anys abans. Això pot suggerir en alguns un pessimisme ateu no suavitzat per una creença en un Cel. 

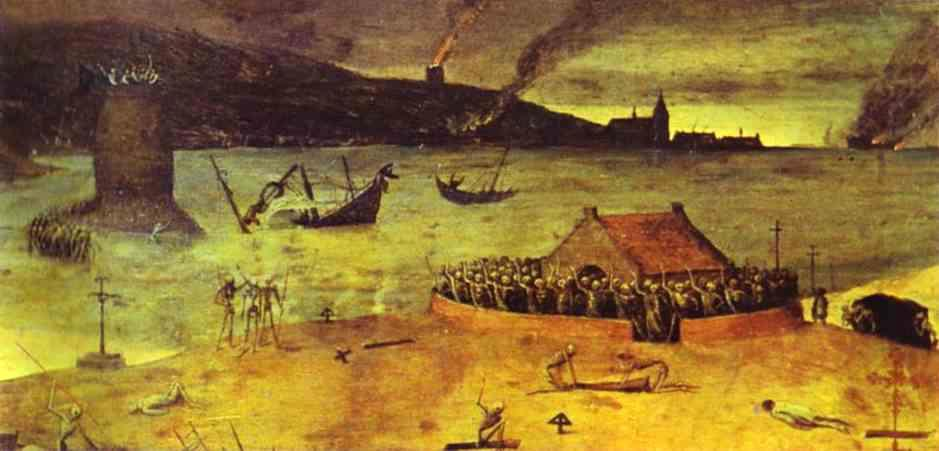
Naufragis i incendis en l'últim plànol del quadre
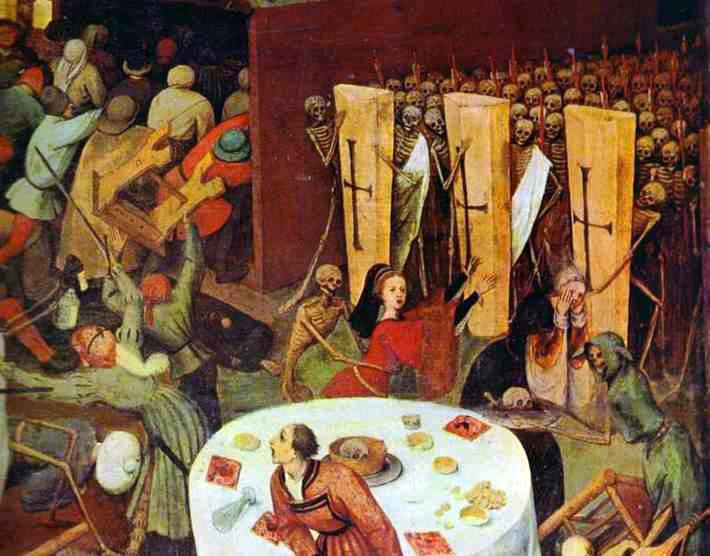
Els homes fugen cap a un túnel; l'exèrcit d'esquelets, amb les seves tapes de taüt a manera d'escuts
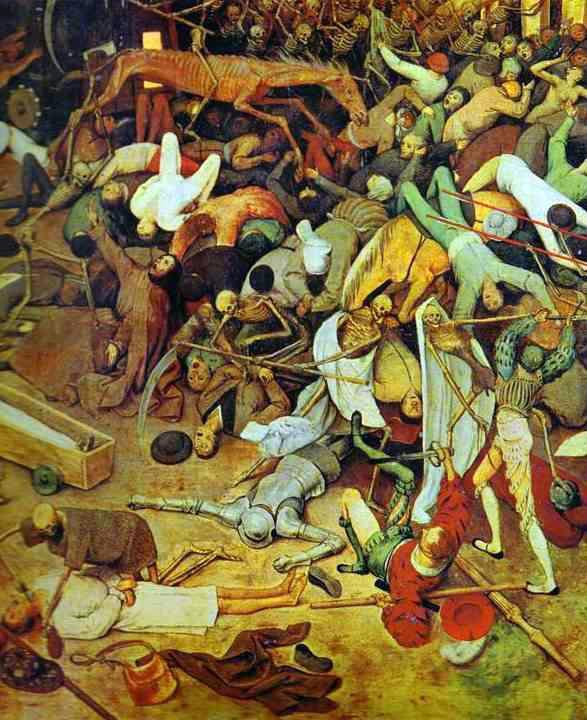
La Mort cavalca en un escanyolit cavall
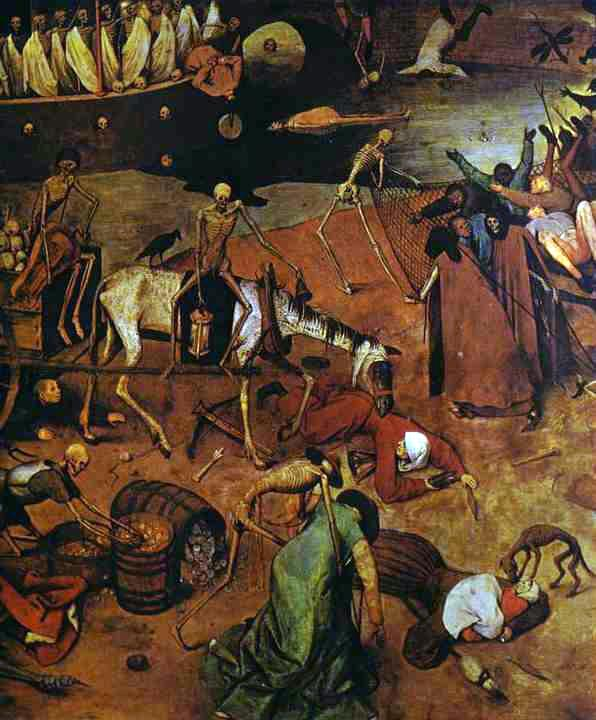
El gos ensuma la cara d'un nen